# Cryptococcaceae
Cryptococcaceae är en familj av basidiesvampar som ingår i ordningen gelésvampar, Tremellales. Familjen upprättades ursprungligen, 1919, av Aldo Castellani och Albert John Chalmers för att innefatta anamorfa jästformer. Molekylärfylogenetiska studier har visat att denna grupp är polyfyletisk och familjen omdefinierades därför 2016 av Xin-Zhan Liu, Feng-Yan Bai, Marizeth Groenewald och Teun Boekhout till att omfatta släktena Cryptococcus och Kwoniella.
Släktet Cryptococcus upprättades 1833 av Friedrich Traugott Kützing för Cryptococcus mollis, vilken beskrivs som en typ av "alg" som växer "på fuktiga och smutsiga fönster". Ingen beskrivning gavs i övrigt och typmaterialet, ett intorkat avskrap från ett fönster, har visat sig bestå av en blandning av alger, svampar, bakterier och vanligt fönstersmuts. Kützings beskrivning betraktas idag som ett nomen illegitimum. 1901 definierade Jean Paul Vuillemin Cryptococcus som patogena jästformer utan ascosporer och förde den 1895 beskrivna Saccaromyces neoformans till släktet. Vuillemins namn är idag ett nomen conservandum (enligt International Code of Nomenclature for algae, fungi, and plants artikel 14) och Cryptococcus neoformans släktets typart. I omdefinitionen av Cryptococcus 2016 inkluderas teleomorfer som annars placeras i släktet Filobasidiella samt Tsuchiyaea wingfieldii. Kwoniella beskrevs 2008 samtidigt med den nya arten Kwoniella mangroviensis funnen i Floridas Everglades och mangroveträsk på Bahamas. Därefter har ytterligare arter tillförts Kwoniella och Liu et al. accepterade elva arter 2016.
Anamorferna av några arter, "kryptokocker", är sjukdomsframkallande hos människan, som Cryptococcus neoformans vilken orsakar infektionssjukdomen kryptokockos.